# Блиндирование
Блинди́рование — обеспечение защиты личного состава, изделий и сооружений от артиллерийского и ружейного огня.
Ранее производилось блиндирование железнодорожных поездов и автомобилей. Блиндирование сооружений сводилось обычно к устройству перекрытий из дерева, железа, камня, наполненных землёй мешков, железобетона, конструкций промышленного изготовления (волнистая листовая сталь и другого) и обсыпке (засыпке) землёй или песком.
Усиливает безопасность нахождения человека в защитных сооружениях типа окопа и траншеи. Защищает от падения сверху тяжёлых предметов, поднятых взрывом в воздух (камни, крупные куски древесины и тому подобное) и осколков боевых припасов, уменьшает воздействие ударной волны. Эффективно защищает и от атмосферных осадков, а при незначительной доработке позволяет соорудить перекрытую щель, землянку или блиндаж на одного — двух и более человек.